# George Georgescu
George Georgescu (ur. 12 września 1887 w Sulinie, zm. 1 września 1964 w Bukareszcie)  – rumuński dyrygent, wiolonczelista i pedagog. 

## Życiorys
W wieku 5 lat rozpoczął naukę gry na skrzypcach, ale zdecydował się studiować grę na wiolonczeli u Constantina Dimitrescu w konserwatorium w Bukareszcie , a następnie u Hugo Beckera w berlińskim Hochschule für Musik (1910–1914) , gdzie również studiował kompozycję u Roberta Kahna i dyrygenturę u A. Klaffela. Początkowo odnosił sukcesy jako wiolonczelista i członek Marteau Quartet (1911–1916) , jednak ze względu na upośledzenie fizyczne musiał zrezygnować z gry wiolonczelowej . Za radą Richarda Straussa zdecydował się na dyrygentuę i podjął dodatkowe studia dyrygenckie w koncerwatorium w Lipsku u Arthura Nikischa .
15 lutego 1918 zadebiutował w Filharmonii Berlińskiej, gdzie dyrygował wykonaniem VI Symfonii Piotra Czajkowskiego, koncertu fortepianowego Griega oraz Till Eulenspiegels lustige Streiche Richarda Straussa. W 1920 powrócił do Rumunii i zainaugurował koncerty Filharmonii w Bukareszcie (obecnie filharmonia bukaresztańska im. G. Enescu) , której był dyrygentem w latach 1920–1945 i 1954–1964. Równocześnie w latach 1922–1926, 1930–1933 i w sezonie 1939–1940 był także dyrygentem bukaresztańskiej opery, zaś w latach 1950–1953 – profesorem dyrygentury orkiestrowej w konserwatorium w Bukareszcie. 
Pod jego kierownictwem Filharmonia osiągnęła bardzo wysoki poziom  i gościła takich znanych solistów jak Alfred Cortot, Artur Rubinstein, Pau Casals, Swiatosław Richter i Yehudi Menuhin . Wraz z bukaresztańskimi filharmonikami Georgescu koncertował w ZSRR i Zachodniej Europie , debiutując w Wielkiej Brytanii w Royal Festival Hall w 1963 . Był cenionym interpretatorem George Enescu i Richarda Straussa. Jako dyrygent gościnny koncertował w Europie i USA.
Nagrał wszystkie symfonie Ludwiga van Beethovena, zarejestrowane przez rumuńską wytwórnię płytową Electrecord .
Dwukrotny laureat Rumuńskiej Nagrody Państwowej (1949, 1957) . W 1960 otrzymał rumuński Order Pracy I Klasy (Ordinul Muncii)  oraz tytuł Ludowego Artysty .